# Президентские выборы в США (1804)
Президентские выборы в США 1804 года были первыми президентскими выборами США после принятия Двенадцатой поправки к Конституции. Президент Томас Джефферсон, представлявший демократическо-республиканскую партию, легко одержал победу над Чарльзом Пинкни от федералистов. Джордж Клинтон был избран вице-президентом. Согласно Двенадцатой поправке выборщики от штатов должны были голосовать отдельно за президента и баллотирующегося с ним вице-президента.

## Контекст выборов
После почти равных выборов 1800 года Томас Джефферсон постоянно увеличивал свою популярность. Американская торговля процветала благодаря временному прекращению революционных войн во Франции. Большим достижением стала Луизианская покупка в 1803 году, что значительно увеличило территорию США и их влияние в мире.

## Выборы
Джефферсон номинировал губернатора из Нью-Йорка Джорджа Клинтона в качестве кандидата в вице-президенты, который заменил Аарона Бёрра. Федералисты выбрали Чарльза Пинкни и Руфуса Кинга как своих кандидатов. Однако, критика политики Джефферсона оказалась бесплодной и он победил с огромным отрывом, опередив федералистов даже в штатах Новой Англии, регионе, считавшимся оплотом этой партии.

### Результаты

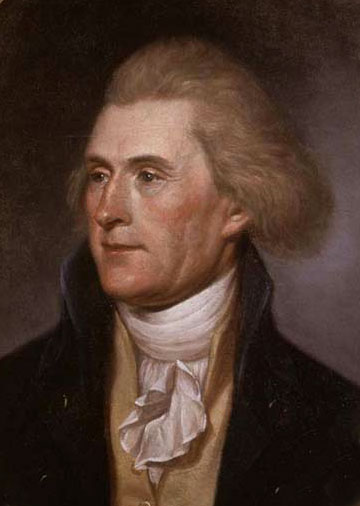
Томас Джефферсон был переизбран в 1804 году президентом США.

| Кандидат         | Партия                                | Кол-во голосов | Кол-во голосов | Выборщики |
| Кандидат         | Партия                                | Количество     | %              | Выборщики |
| ---------------- | ------------------------------------- | -------------- | -------------- | --------- |
| Томас Джефферсон | Демократическо-республиканская партия | 105 524        | 73,2%          | 162       |
| Чарльз Пинкни    | Федералистская партия                 | 38 519         | 26,7%          | 14        |
| Всего            | Всего                                 | 144 138        | 100%           | 176       |